# Петр Янечка
Петр Янечка (чеськ. Petr Janečka, нар. 25 листопада 1957) — чехословацький футболіст, що грав на позиції нападника.
Виступав, зокрема, за клуби «Збройовка» та «Богеміанс 1905», а також національну збірну Чехословаччини.

## Клубна кар'єра
Вихованець клубу «Готвальдов» з однойменного рідного міста, до школи якого потрапив у 1967 році, а через сім років став юнацьким чемпіоном Чехословаччини 1973/74. З наступного сезону став виступати у основній команді, де провів три роки у третьому дивізіоні країни і у сезоні 1976/77 з 17 голами він став найкращим бомбардиром третьої ліги.
1977 року Янечка перейшов у вищолігову «Збройовку» (Брно), в якій провів шість сезонів, взявши участь у 146 матчах чемпіонату. Більшість часу, проведеного у складі «Збройовки», був основним гравцем атакувальної ланки команди і одним з головних бомбардирів команди, маючи середню результативність на рівні 0,43 гола за гру першості. Він допоміг команді в першому ж сезоні виграти титул чемпіона Чехословаччини, провівши усі тридцять матчів турніру і забивши тринадцять голів, після чого у наступні два роки здобув з командою бронзову та срібну медаль відповідно.
В подальшому результати команди значно погіршились. У сезоні 1982/83 Янечка забив рекордні для себе 16 голів у чемпіонаті, але команда посіла передостаннє 15 місце і вилетіла з вищого дивізіону. Після цього Петр перейшов у столичний «Богеміанс» і відіграв за празьку команду наступні чотири сезони своєї ігрової кар'єри. Граючи у складі пражан також здебільшого виходив на поле в основному складі команди і був серед найкращих голеодорів, відзначаючись забитим голом в середньому щонайменше у кожній третій грі чемпіонату і в сезоні 1984/85 повторив свій особистий рекорд в 16 забитих голів. Загалом за кар'єру Янечка зіграв 250 матчів у вищому дивізіоні Чехословаччини і забив 105 голів .
1987 року Янечка перейшов у бельгійський «Расінг Жетт», який представляв Брюссель, але по завершенні сезону 1987/88, за результатами якого команда посіла останнє 18 місце та вилетіла з вищого дивізіону, клуб перебрався до містечка Вавр, де Янечка провів у команді ще один рік.
Завершив професіональну кар'єру у рідній команді, яка після перейменування міста стала називатись «Злін», провівши 5 матчів у другому чехословацькому дивізіоні, після чого ще недовго виступав у австрійських аматорських командах, але остаточно закінчив виступи у віці 33 років через проблеми зі здоров'ям.

## Виступи за збірну
15 квітня 1978 року дебютував в офіційних іграх у складі національної збірної Чехословаччини у товариському матчі проти Угорщини (1:2)
У складі збірної був учасником чемпіонату світу 1982 року в Іспанії, зігравши на турнірі усі три гри — з Кувейтом (1:1), Англією (0:2) та Францією (1:1), але його команда не вийшла з групи. 
Останній матч у футболці збірної провів 9 вересня 1987 року проти Фінляндії (0:3), а за майже рік до того, 15 жовтня 1986 року, він забив свій останній гол  у матчі проти цього ж суперника (3:0). Загалом протягом кар'єри у національній команді, яка тривала 10 років, провів у її формі 39 матчів, забивши 9 голів.

## Титули і досягнення
- Чемпіон Чехословаччини (1):

«Збройовка»: 1977/78